# Lommis
Lommis is een gemeente en plaats in het Zwitserse kanton Thurgau en maakt deel uit van het district Münchwilen.

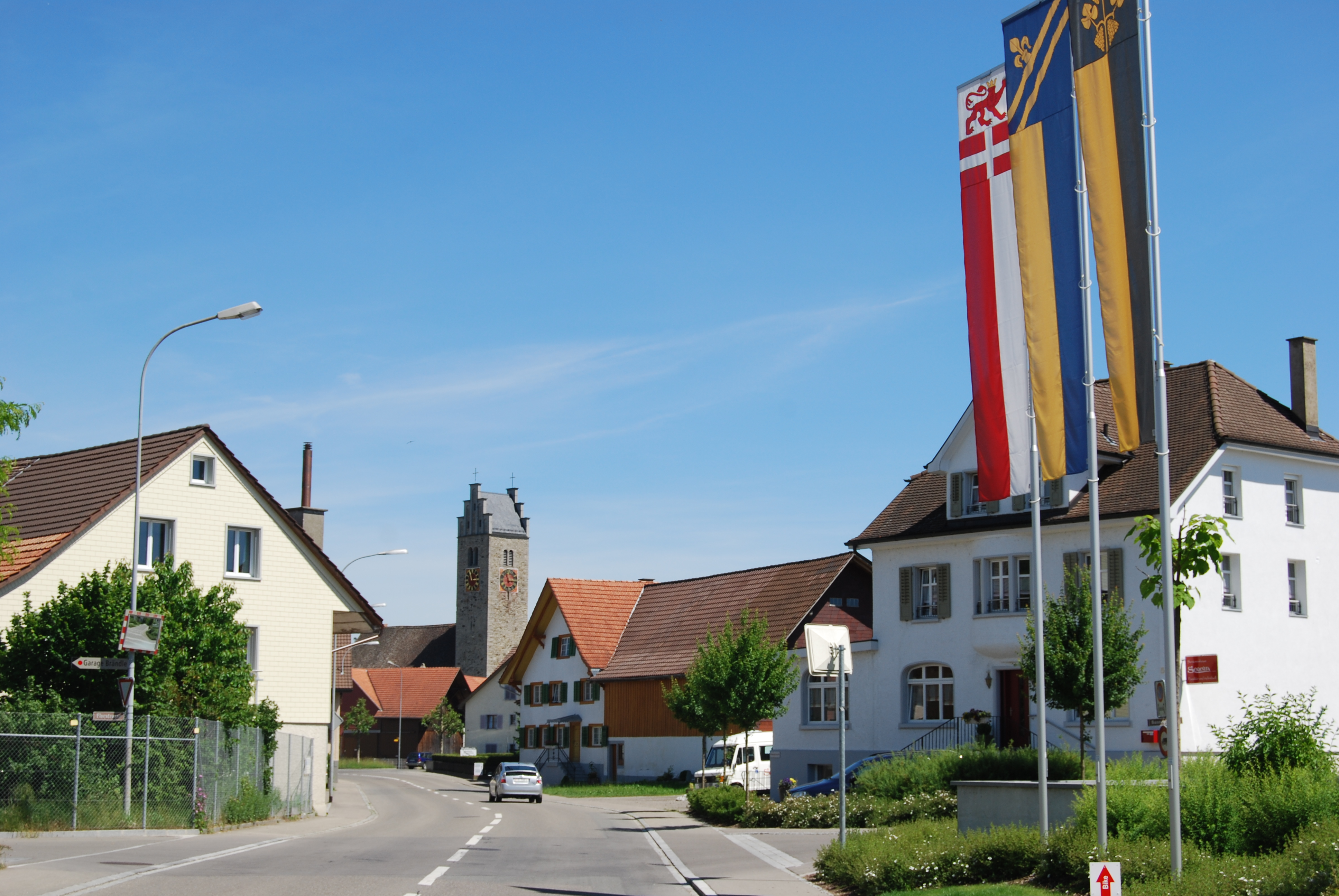
Lommis

Lommis telt 1059 inwoners.